# Virginio Cáceres
Virginio Cáceres Villalba (* 21. Mai 1962 in Itacurubí del Rosario) ist ein ehemaliger paraguayischer Fußballspieler. Der Außenverteidiger gewann mit Olimpia sowohl 1990 als auch 2002 die Copa Libertadores und spielte 43-mal für die Nationalmannschaft Paraguays, in der er zwei Tore erzielte.

## Karriere

### Verein
Virginio Cáceres, auch Viki genannt, kam 1984 in den Profifußball zu Guaraní und gewann noch im Debütjahr seine erste nationale Meisterschaft. 1990 wechselte der Abwehrspieler zum aktuellen Meister Olimpia, mit dem er einige Titel feiern konnte. In der Copa Libertadores 1990 gelang mit dem Finalsieg über den ecuadorianischen Verein Barcelona SC der zweite Titel des bedeutendsten Vereinswettbewerb in Südamerika. Auf nationaler Ebene gewann Cáceres in seiner Zeit bei Olimpia sechs Meisterschaften. 2002 beendete er beim Klub aus der Hauptstadt seine Karriere. Zum Abschluss seiner aktiven Karriere gelang ihm der Gewinn der Copa Libertadores 2002. Im Finalhinspiel gegen den brasilianischen Verein AD São Caetano wurde Cáceres eingewechselt, im Rückspiel kam er nicht zum Einsatz.

### Nationalmannschaft
Cáceres debütierte im April 1985 in der Nationalmannschaft beim Freundschaftsspiel gegen Kolumbien und stand bis 1989 regelmäßig im Kader. In der Weltmeisterschafts-Qualifikation 1986 stand der Defensivakteur in jedem Spiel auf dem Feld und war somit maßgeblich für die erfolgreiche Qualifikation. Beim Endturnier in Mexiko kam Paraguay bis ins Achtelfinale, jedoch kam Cáceres nicht zum Einsatz. Auch bei seinem zweiten großen Turnier, der Copa América 1987 blieb er ohne Einsatz, allerdings schied Paraguay in der Gruppenphase nach nur zwei Spielen ohne Sieg und ohne Tor aus. Bei der Copa América 1989 lief es sowohl für Paraguay als auch für Cáceres besser. Nachdem die Albirroja Gruppensieger der Vorrunde vor dem Gastgeber und späteren Sieger Brasilien geworden war, konnte das Team in der Finalrunde nicht überzeugen und wurde in der Finalgruppe Vierter. Cáceres kam jeweils in den letzten beiden Gruppenspielen zum Einsatz. Sein letztes Länderspiel bestritt er in der Qualifikation zur Weltmeisterschaft 1990 bei der 1:3-Niederlage gegen Ecuador, für die sich Paraguay nicht qualifizierte. Insgesamt lief Cáceres in 43 Länderspielen auf und erzielte dabei zwei Tore. Beide Tore erzielte er in Freundschaftsspielen.

## Erfolge
Guaraní
- Paraguayischer Meister: 1984

Olimpia
- Torneo República: 1992
- Paraguayischer Meister: 1993, 1995, 1997, 1998, 1999, 2000
- Sieger der Supercopa Sudamericana: 1990
- Copa-Libertadores-Sieger: 1990, 2002
- Sieger der Recopa Sudamericana: 1991

## Sonstiges
Sein Sohn Raúl Alejandro Cáceres ist ebenfalls professioneller Fußballspieler.